# Test dei segni
In statistica inferenziale, il test dei segni è un test non parametrico per due campioni dipendenti che viene utilizzato per verificare se la tendenza centrale di un fenomeno è uguale o significativamente diversa prima e dopo un certo trattamento.
L'ipotesi nulla è che questo non determini effetti sistematici e che le differenze tra le coppie di risposte siano pertanto casuali. Il numero di miglioramenti dovrebbe essere uguale al numero di peggioramenti come il numero di segni positivi e negativi dovrebbero equivalersi.
Si calcolano le numerosità dei segni positivi e di quelli negativi, considerando che le differenze nulle vanno ignorate in quanto non danno alcuna informazione, e si utilizza come statistica test il numero minore.
Se l'ipotesi nulla è vera la frequenza del valore più raro tende al valor medio che è uguale ad N/2 dove N è il numero totale di coppie di dati o di segni.
Nel caso di piccoli campioni la distribuzione di probabilità è determinata tramite la distribuzione binomiale con “p” e “q” entrambe uguali ad ½.
Per grandi campioni, con almeno 25 osservazioni, si ricorre alla distribuzione normale Z introducendo una correzione di continuità.